# Noël (nome)
Noël  è un nome proprio di persona francese maschile.

## Varianti
- Femminili: Noëlle, Noëlla, Noèle[1][2]

### Varianti in altre lingue
- Catalano: Noel[3]
  - Femminili: Noèlia[3][4]
- Galiziano
  - Femminili: Noela[4]
- Inglese: Noel[4][2], Nowell[2]
  - Femminili: Noelle, Noella, Noele, Noel, Noelene, Noeleen, Noleen, Nolene, Noely[2][4]
- Olandese
  - Femminili: Noëlle[4]
- Spagnolo: Noel[3]
  - Femminili: Noelia[3][4]

## Origine e diffusione
È il nome francese del Natale; ha lo stesso significato del nome italiano Natale, e allo stesso modo sin dal Medioevo veniva tradizionalmente dato ai bambini nati nel giorno di tale festa. Etimologicamente l'origine è la stessa; Noël deriva infatti, tramite il francese antico nael e poi noel, dal latino natalis (dies), "[giorno] della nascita". 
Il nome è usato anche nei paesi anglofoni, spesso scritto senza dieresi e talvolta usato anche come femminile; in particolare, era particolarmente diffuso in Regno Unito, Australia e Nuova Zelanda verso la metà del XX secolo. Le occorrenze inglesi dal XVI secolo in poi possono anche rappresentare la ripresa del cognome Noel, che è comunque a sua volta derivato dal nome.

## Onomastico
L'onomastico si può festeggiare in diverse date, fra cui:
- 21 febbraio, beato Noël Pinot, sacerdote, martirizzato durante la Rivoluzione francese[3][6]
- 27 aprile, beato Noël Tenaud, membro della Società per le missioni estere di Parigi, martirizzato in Laos[6]
- 17 agosto, beato Noël-Hilaire Le Conte, sacerdote, uno dei martiri dei pontoni di Rochefort[6]
- 8 dicembre (19 ottobre su alcuni calendari, nonché in altre date), san Noël Chabanel, religioso gesuita, uno dei santi martiri canadesi[6]
- 25 dicembre, giorno di Natale

## Persone

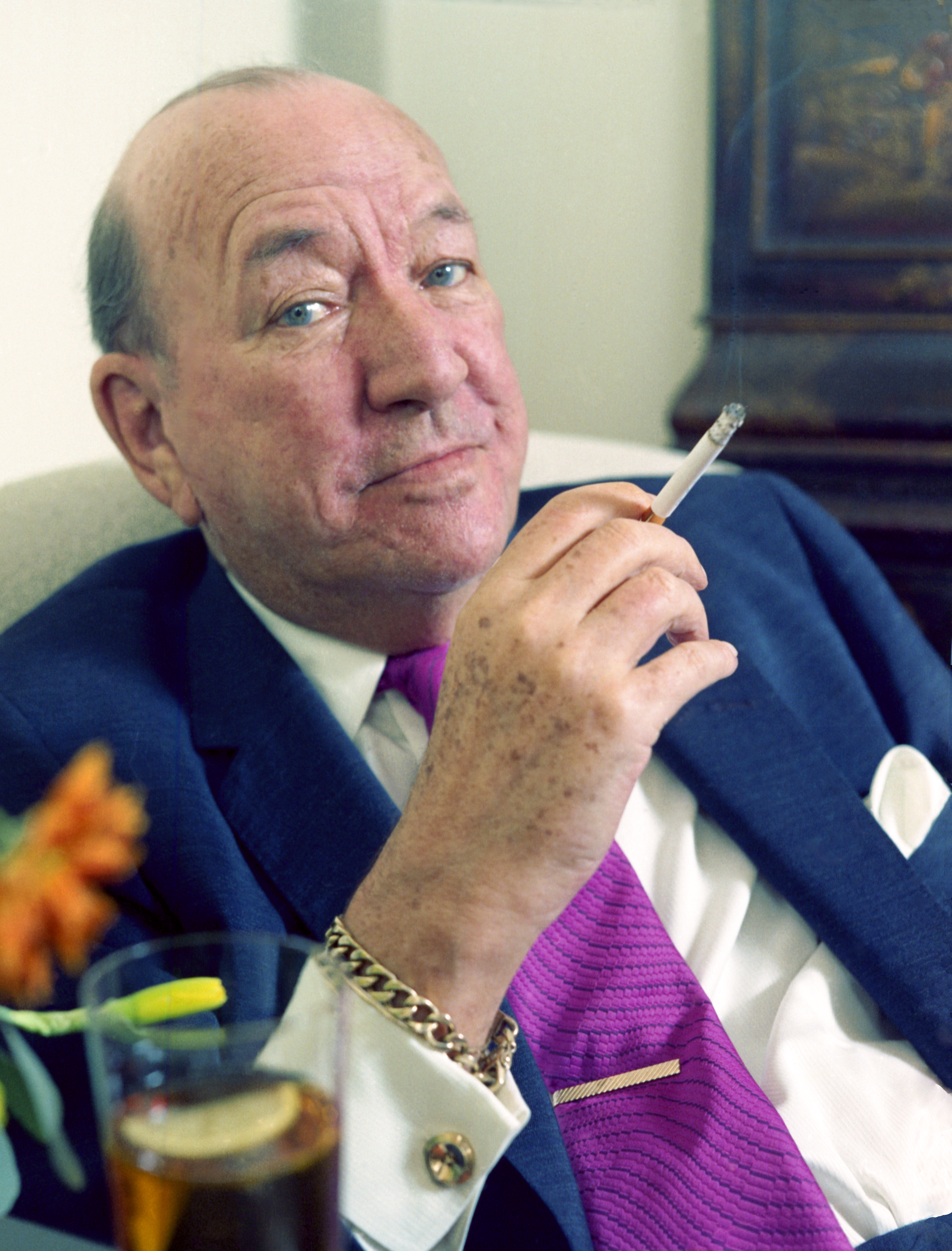
Noël Coward

- Noël Alexandre, teologo e storico francese
- Noël Chabanel, religioso francese
- Noël Corbu, ristoratore francese
- Noël Coward, commediografo, attore e regista britannico
- Noël Coypel, pittore francese
- Noël du Fail, scrittore francese
- Noël Gallon, pedagogo e compositore francese
- Noël Jourda, generale francese
- Noël Le Mire, disegnatore e incisore francese
- Noël Paymal Lerebours, ottico e fotografo francese
- Noël Roquevert, attore francese

### Variante Noel

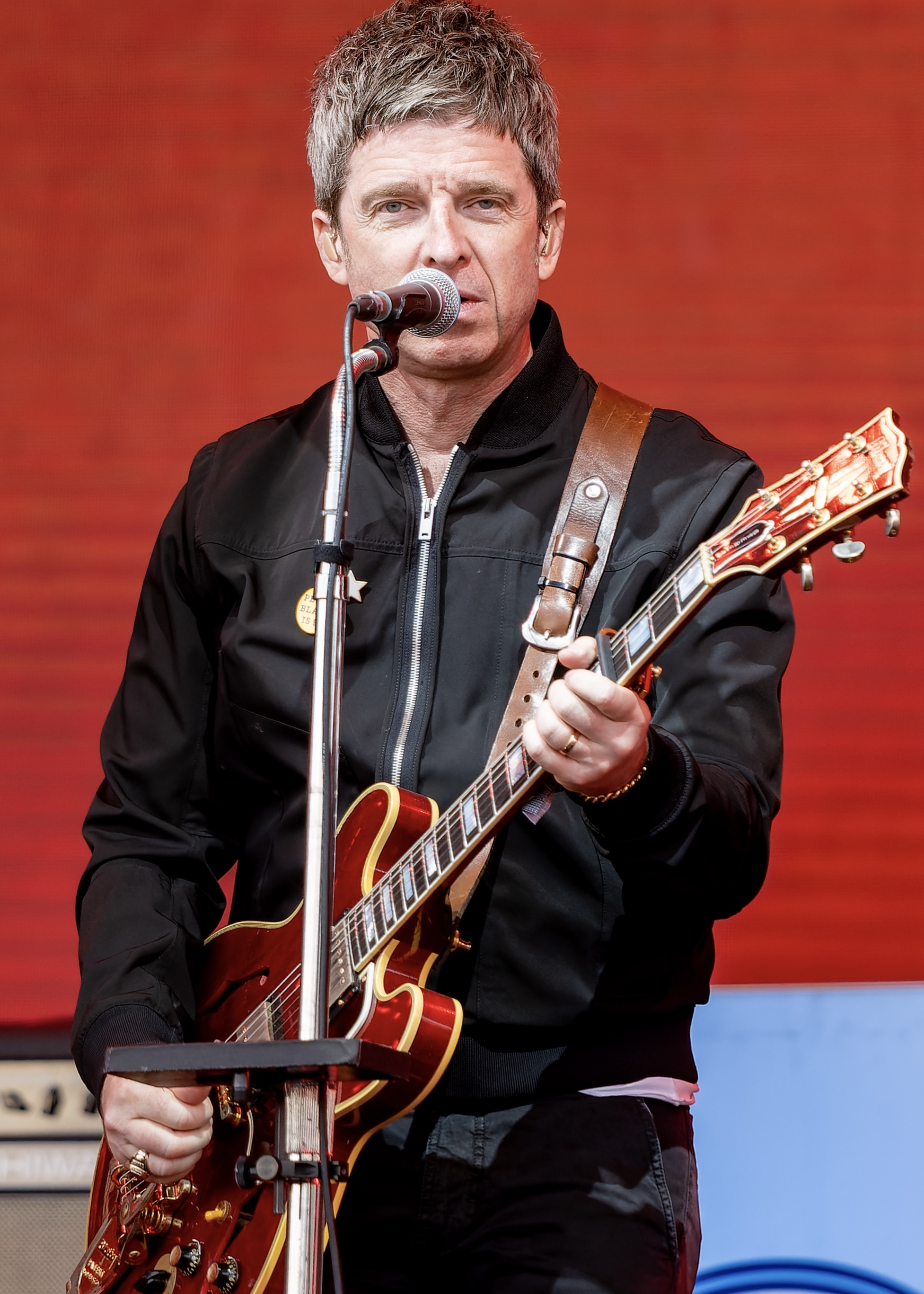
Noel Gallagher

- Noel Bauldewijn, compositore fiammingo
- Noel Godfrey Chavasse, militare e medico britannico,
- Noel Clarke, attore, regista e sceneggiatore britannico
- Noel Fisher, attore canadese
- Noel Gallagher, cantautore, chitarrista e produttore discografico britannico
- Noel Harrison, sciatore alpino, attore e cantante britannico
- Noel León, pilota automobilistico messicano
- Noel Odell, geologo e alpinista britannico
- Noel Redding, bassista e chitarrista britannico

### Varianti femminili

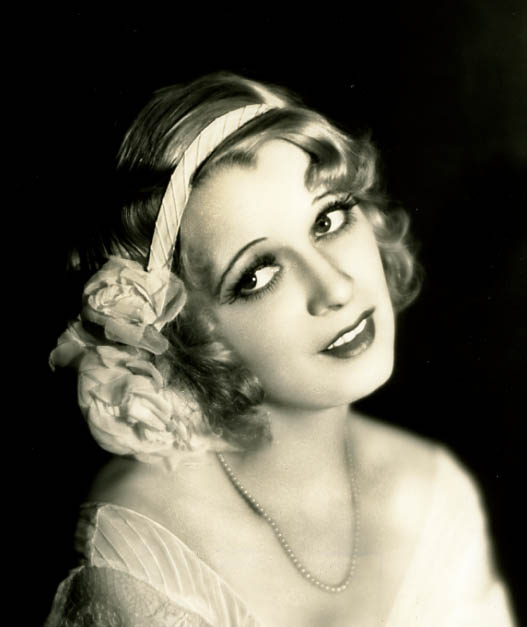
Noel Francis

- Noelia, cantante e attrice portoricana
- Noëlle Boisson, montatrice francese
- Noëlle Cordier, cantante francese
- Noel Francis, attrice statunitense
- Noelle Malkamaki, atleta statunitense
- Noelle Maritz, calciatrice svizzera
- Noelia Marló, attrice e cantante spagnola
- Noel Neill, attrice statunitense
- Noëlle Norman, attrice francese
- Noelle Pikus-Pace, skeletonista statunitense
- Noëlle Roger, scrittrice svizzera